# 弁天町 (横浜市)
弁天町（べんてんちょう）は、神奈川県横浜市鶴見区の町名。丁目は設けられていない。住居表示未実施区域。

## 地理
鶴見区の中央部、産業道路・首都高速神奈川1号横羽線とJR鶴見線に挟まれた東西にやや長い町域を持つ。北は産業道路を境に汐入町2～3丁目・仲通3丁目・浜町2丁目、南は鶴見線を境に末広町、西は小野町、東は旭運河を挟んで寛政町に接する。町内にはAGCやJFEエンジニアリング、ダスキンの工場があり、東側4割ほどは野球場やテニスコートなどのある入船公園となっている。用途地域は全域が工業地域に指定されている。

### 交通
鶴見線に弁天橋駅と浅野駅（所在地は末広町）があり、産業道路上の弁天下停留所からは、鶴見駅前への横浜市営バスが運行されている。

## 歴史
1764年（宝暦4年）に、橘樹郡潮田村地先に「弁天下新田」として干拓された土地であり、町名もこれに由来する。明治期までは東京湾に面していたが、大正に入ると鶴見埋立組合（現 東亜建設工業）により沖合が埋め立てられた潮田町は1925年（大正14年）に鶴見町に編入されたのち、1927年（昭和2年）4月1日に横浜市に編入。同年10月1日に区制施行により、横浜市鶴見区潮田町となる。1941年（昭和16年）4月1日に潮田町・末広町の各一部から弁天町が分離新設された。1962年（昭和37年）9月18日に土地区画整理事業に伴い、浜町の一部を編入した。

## 世帯数と人口
2025年（令和7年）3月31日現在（横浜市発表）の世帯数と人口は秘匿地域となっている
。

## 学区
市立小・中学校に通う場合、学区は以下の通りとなる（2024年11月時点）。
| 番・番地等       | 小学校             | 中学校             |
| ---------------- | ------------------ | ------------------ |
| 2番地 17〜21番地 | 横浜市立汐入小学校 | 横浜市立寛政中学校 |
| 3〜16番地        | 横浜市立入船小学校 | 横浜市立寛政中学校 |

## 事業所
2021年（令和3年）現在の経済センサス調査による事業所数と従業員数は以下の通りである。
| 町丁   | 事業所数 | 従業員数 |
| ------ | -------- | -------- |
| 弁天町 | 24事業所 | 1,003人  |

### 事業者数の変遷
経済センサスによる事業所数の推移。
| 年                 | 事業者数 |
| ------------------ | -------- |
| 2016年（平成28年） | 26       |
| 2021年（令和3年）  | 24       |

### 従業員数の変遷
経済センサスによる従業員数の推移。
| 年                 | 従業員数 |
| ------------------ | -------- |
| 2016年（平成28年） | 995      |
| 2021年（令和3年）  | 1,003    |

## その他

### 日本郵便
- 郵便番号 : 230-0044[2]（集配局：鶴見郵便局[15]）

### 警察
町内の警察の管轄区域は以下の通りである。
| 番・番地等 | 警察署     | 交番・駐在所 |
| ---------- | ---------- | ------------ |
| 全域       | 鶴見警察署 | 本町通交番   |